# Аболтиньш, Оярс
Оярс Аболтиньш (в советский период Аболтиньш Оярс Петрович; латыш. Ojārs Āboltiņš; 22 июня 1936, Рига − 21 ноября 2023, Латвия) — советский и латвийский геолог и географ. Хабилитированный доктор геологии и доктор географии, профессор Латвийского университета. Член-корреспондент Академии наук Латвии. Заведующий кафедрой геоэкологии и геоморфологии Латвийского университета. Эмеритированный ученый. Известен своими исследованиями по классификации ледниковых нагорий и теории формирования гляциоструктурных нагорий.
Родился в 1936 году в Риге. Детство провел в волости Лаункалне. Начал обучение в начальной школе Лаункалне, продолжил в Межольской семилетней школе и окончил Смилтенскую среднюю школу. В школьные годы играл в футбол за команду Смилтене. В это время Оярс подружился с будущем географом Гунтисом Эберхардом.
После окончания школы в 1955 году Аболтиньш поступил в Латвийский государственный университет, где изучал геологию и географию. Важную роль в этом выборе сыграла его встреча с доцентом геологии Эдуардом Гринбергсом, который руководил геологической практикой студентов в Плявиняс. О. Аболтиньш активно участвовал в научной работе студентов, принимал участие в экспедициях и экскурсиях.
Степень кандидата наук получил в 1966 году в Вильнюсе за исследование «Эволюция Гауи и системы долин её притоков в позднеледниковый и послеледниковый периоды». В 1991 году в Академии наук СССР защитил докторскую диссертацию по географии на тему «Гляциоструктура и ледниковый морфогенез» (на примере Средней Прибалтики), основанную на многолетних и детальных исследованиях внутренней структуры ледниковых нагорий Латвии как крупных форм рельефа и сопряженных с ними промежуточных форм рельефа. Наиболее важными достижениями Аболтиньша являются создание классификации ледниковых нагорий и разработка теории формирования островных кумулятивных гляциоструктурных нагорий, распространенных во внутренней периферийной зоне плейстоценовых континентальных ледников, таких как Видземское, Алуксненское, Ганьское, Латгальское и Жемайтийское нагорья. Последняя находка была зарегистрирована в СССР в 1988 году как научное открытие.
С 1974 по 2009 год работал в Латвийском университете в качестве преподавателя на кафедре геологии факультета географии и наук о Земле.
Работал в Геологическом управлении Латвийской ССР в качестве геолога и ведущего геолога. Принимал участие в геологических исследованиях и картографировании в Латвии и других регионах СССР.
Является членом-корреспондентом Латвийской академии наук, председателем Географического общества Латвии, членом правления Геологического общества Латвии. Автор многочисленных научных статей и книг (3 монографии, более 250 научных публикаций, сборники статей и журналов, а также множество учебных пособий и научно-популярных изданий). Признан почётным профессором Латвийского университета и заслуженным деятелем науки. Награждён орденом Трех звезд.
Оярс Аболтиньш умер 21 ноября 2023 года, похоронен на Лесном кладбище.